# MGP 2023

MGP 2023 var den 23. årlige MGP-sangkonkurrence for håbefulde sangere i alderen 8 til 15 år, der blev afholdt den 18. februar 2023.
Efter der var problemer med app afstemning ved Dansk Melodi Grand Prix 2023 bliver den droppet ved MGP og afstemmningen bliver kun afgjort på SMS.
Sophia vandt konkurrencen med sangen "Det' bare tanker" med 51 procent af seernes stemmer.

## Deltagere
| Nr | Deltagere             | Fulde navn | Sang               | Resultat      |
| -- | --------------------- | --- | ------------------ | ------------- |
| 1  | EliNova               | Elin Brædder Andersen, Nova Hvid Engstrøm                                                                       | "Mod strømmen"     | Superfinalist |
| 2  | Dysseband             | Aksel Sjøberg, Alvilde Hestbech Bloch, Iben Sjøberg, Ulrik Wodschow Behrend                                     | "På tur"           | Ude           |
| 3  | Frederik              | Frederik Jonø                                                                                                   | "Preteen"          | Ude           |
| 4  | Girls on Fire         | Anissa Ibrahim Krid-Halberg, Ellinor Schrøder Eskesen, Kajsa Kaalund                                            | "Drømme"           | Ude           |
| 5  | The Five              | Alma Laier Jørgensen, Andrea Torp Jacobsen, Esther Vinther Pedersen, Freia Bøgh Skovholm, Sine Riis Christensen | "Tænk dig om"      | Ude           |
| 6  | Gustav & Magne        | Gustav Sloth Rasmussen, Magne Chrstian Agerbo                                                                   | "Gi' dem til mig"  | Superfinalist |
| 7  | Sophia                | Sophia Cederqvist Stege                                                                                         | "Det' bare tanker" | Superfinalist |
| 8  | PomfrIDA & MAYAnnaise | Ida Kaare Lindberg, Maya Grønning Hansen                                                                        | "Hemmelighed"      | Ude           |

### Superfinale
I superfinalen skulle de tre mest populære fra første runde synge igen, og seerne stemte endnu engang, hvorved konkurrencens vinder blev fundet.
| Nr | Deltager       | Sang               | Procent | Placering |
| -- | -------------- | ------------------ | ------- | --------- |
| 1  | EliNova        | "Mod strømmen"     | 23%     | 3         |
| 2  | Gustav & Magne | "Gi' dem til mig"  | 26%     | 2         |
| 3  | Sophia         | "Det' bare tanker" | 51%     | 1         |